# Saint-Ouën-des-Vallons
Saint-Ouën-des-Vallons és un municipi francès situat al departament de Mayenne i a la regió de País del Loira. L'any 2007 tenia 171 habitants.
L'1 de gener de 2019 va passar a ser una comuna delegada de la comuna nova de Montsûrs a fusionar-se amb las comunas de Deux-Évailles, de Montourtier, de Montsûrs, i de Saint-Céneré.

## Demografia

### Població
El 2007 la població de fet de Saint-Ouën-des-Vallons era de 171 persones. Hi havia 72 famílies de les quals 20 eren unipersonals (12 homes vivint sols i 8 dones vivint soles), 32 parelles sense fills i 20 parelles amb fills.
La població ha evolucionat segons el següent gràfic:
Habitants censats

### Habitatges
El 2007 hi havia 91 habitatges, 70 eren l'habitatge principal de la família, 11 eren segones residències i 9 estaven desocupats. 89 eren cases i 2 eren apartaments. Dels 70 habitatges principals, 54 estaven ocupats pels seus propietaris i 17 estaven llogats i ocupats pels llogaters; 1 tenia una cambra, 4 en tenien dues, 10 en tenien tres, 19 en tenien quatre i 37 en tenien cinc o més. 39 habitatges disposaven pel capbaix d'una plaça de pàrquing. A 30 habitatges hi havia un automòbil i a 34 n'hi havia dos o més.

### Piràmide de població
La piràmide de població per edats i sexe el 2009 era:
| Homes | Edats   | Dones |
| ----- | ------- | ----- |
| 0     | 95 o +  | 0     |
| 0     | 90 a 94 | 0     |
| 0     | 85 a 89 | 0     |
| 0     | 80 a 84 | 4     |
| 0     | 75 a 79 | 4     |
| 8     | 70 a 74 | 4     |
| 8     | 65 a 69 | 4     |
| 0     | 60 a 64 | 4     |
| 4     | 55 a 59 | 0     |
| 8     | 50 a 54 | 8     |
| 8     | 45 a 49 | 12    |
| 12    | 40 a 44 | 0     |
| 8     | 35 a 39 | 8     |
| 4     | 30 a 34 | 16    |
| 16    | 25 a 29 | 4     |
| 0     | 20 a 24 | 8     |
| 4     | 15 a 19 | 4     |
| 12    | 10 a 14 | 8     |
| 8     | 5 a 9   | 8     |
| 0     | 0 a 4   | 0     |

## Economia
El 2007 la població en edat de treballar era de 105 persones, 91 eren actives i 14 eren inactives. De les 91 persones actives 86 estaven ocupades (50 homes i 36 dones) i 5 estaven aturades (5 dones i 5 dones). De les 14 persones inactives 5 estaven jubilades, 7 estaven estudiant i 2 estaven classificades com a «altres inactius».

### Ingressos
El 2009 a Saint-Ouën-des-Vallons hi havia 78 unitats fiscals que integraven 190 persones, la mediana anual d'ingressos fiscals per persona era de 17.834 €.

### Activitats econòmiques
Dels 4 establiments que hi havia el 2007, 2 eren d'empreses de serveis, 1 d'una entitat de l'administració pública i 1 d'una empresa classificada com a «altres activitats de serveis».
L'únic servei als particulars que hi havia el 2009 era una perruqueria.
L'any 2000 a Saint-Ouën-des-Vallons hi havia 14 explotacions agrícoles que ocupaven un total de 480 hectàrees.

## Poblacions més properes
El següent diagrama mostra les poblacions més properes.